# Теніс на літніх Олімпійських іграх 2020
Тенісний турнір на літніх Олімпійських іграх 2020 відбулися з 24 липня по 1 серпня 2021 року в Тенісному парку Аріаке в Токіо.

У турнірі брали участь 172 гравці в п'яти дисциплінах: одиночному і парному чоловічих та жіночих розрядах, а також змішаному парному розряді. Уп'яте на Олімпійських іграх змагання пройдуть на твердому покритті DecoTurf.

## Кваліфікація
Щоб мати право на участь, гравець повинен відповідати певним вимогам, пов'язаним з грою за збірні своїх країн у Кубку Девіса та Кубку Біллі Джин Кінг. Головним кваліфікаційним критерієм було місце в рейтингу ATP і рейтингу WTA, опублікованих 14 червня 2021 року. За рейтингами на Олімпіаду відібралось по 56 гравців в одиночному чоловічому та жіночому розрядах (щонайльбіше чотири від НОК). Ще по шість місць виділяють континенти для своїх НОК. Останні два місця зарезервовані: одне для країни-господарки і одне для колишнього чемпіона Олімпійських ігор або переможця одного з турнірів Великого шолома. У змаганнях у чоловічому та жіночому парному розрядах візьмуть участь по 32 пари. Щонайбільше 10 місць зарезервовано для гравців, що належать до топ-10 парного рейтингу, а вони можуть вибрати будь-якого гравця зі свого НОК, що входить до топ-300, як в одиночному, так і в парному розряді. Решта квот розподіляються за комбінованими рейтингами. По одній квоті для пари кожної статі зарезервовано для країни-господарки, якщо жодна з них ще не кваліфікувалась іншим способом. Для змішаного парного розряду не передбачено квот, а всі команди складатимуться з гравців, що беруть участь в одиночному або парному розряді. Право на участь мають 15 найкращих пар за комбінованим рейтингом і країна-господарка.

## Формат змагань

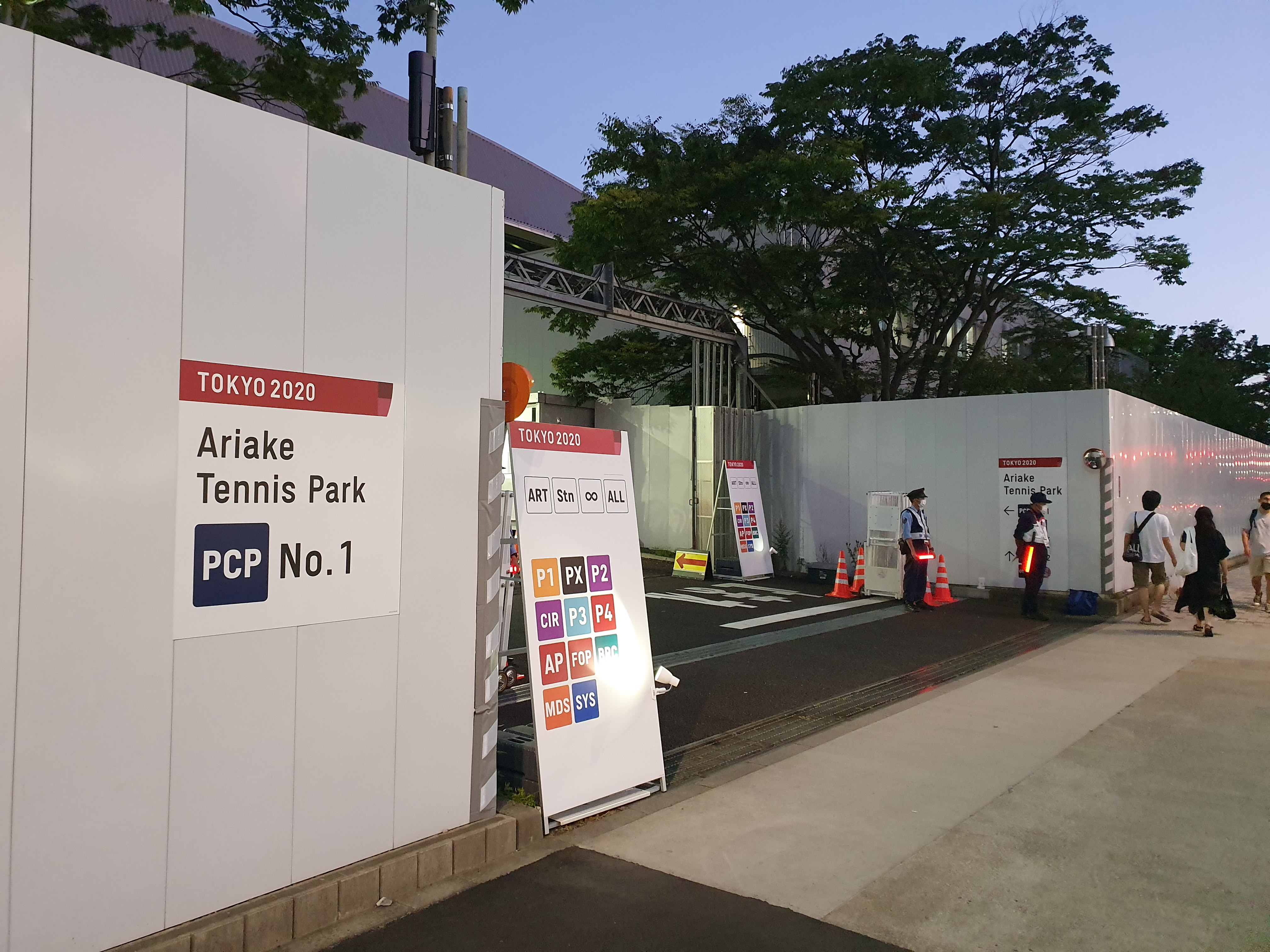
Вхід на корт тенісного центру Аріаке

Змагання з тенісу на Олімпійських іграх 2020 відбудуться у форматі турнірів на вибування. В одиночних розрядах сітка складатиметься з 64 гравців. Відбудеться шість раундів змагань в одиночному розряді, п'ять раундів - у парному (32 пари) і чотири - в змішаному парному розряді (16 пар). Всі матчі в одиночних розрядах триватимуть щонайбільше три сети (до двох виграних сетів). У будь-якому сеті, за рахунку 6-6 за геймами розігруватимуть стандартний тай-брейк (до семи очок). У парних розрядах замість третього сету розігруватимуть матчевий тай-брейк (до 10 очок).

## Розклад
| Дата                        | 24 липня    | 25 липня    | 26 липня    | 27 липня     | 28 липня     | 29 липня     | 30 липня             | 31 липня             | 1 серпня             |
| День                        | Субота      | Неділя      | Понеділок   | Вівторок     | Середа       | Четвер       | П'ятниця             | Субота               | Неділя               |
| Час початку                 | 11:00       | 11:00       | 11:00       | 11:00        | 11:00        | 11:00        | 12:00                | 12:00                | 12:00                |
| --------------------------- | ----------- | ----------- | ----------- | ------------ | ------------ | ------------ | -------------------- | -------------------- | -------------------- |
| одиночний розряд (чоловіки) | 1/32 фіналу | 1/32 фіналу | 1/16 фіналу | 1/16 фіналу  | 1/8 фіналу   | Чвертьфінали | Півфінали            | Матч за бронзу/фінал | Матч за бронзу/фінал |
| одиночний розряд (жінки)    | 1/32 фіналу | 1/32 фіналу | 1/16 фіналу | 1/8 фіналу   | Чвертьфінали | Півфінали    | —                    | Матч за бронзу/фінал | —                    |
| парний розряд (чоловіки)    | 1/16 фіналу | 1/16 фіналу | 1/8 фіналу  | Чвертьфінали | Півфінали    | —            | Матч за бронзу/фінал | —                    | —                    |
| парний розряд (жінки)       | 1/16 фіналу | 1/16 фіналу | 1/8 фіналу  | 1/8 фіналу   | Чвертьфінали | Півфінали    | —                    | Матч за бронзу       | Фінал                |
| змішаний парний розряд      | —           | —           | —           | —            | 1/8 фіналу   | Чвертьфінали | Півфінали            | Матч за бронзу       | Фінал                |

## Країни-учасниці
- Аргентина  (7)
- Австралія  (10)
- Австрія  (2)
- Білорусь  (3)
- Бельгія  (4)
- Болівія  (1)
- Бразилія  (7)
- Канада  (4)
- Чилі  (1)
- Китай  (5)
- Колумбія  (4)
- Хорватія  (6)
- Чехія  (6)
- Єгипет  (2)
- Естонія  (1)
- Франція  (10)
- Грузія  (1)
- Німеччина  (9)
- Велика Британія  (6)
- Греція  (2)
- Угорщина  (1)
- Індія  (3)
- Італія  (6)
- Японія  (11)  господарка
- Казахстан  (7)
- Латвія  (2)
- Мексика  (2)
- Нідерланди  (4)
- Нова Зеландія  (2)
- Парагвай  (1)
- Перу  (1)
- Польща  (6)
- Португалія  (2)
- Олімпійський комітет Росії  (8)
- Румунія  (3)
- Сербія  (5)
- Словаччина  (3)
- Південна Корея  (1)
- Іспанія  (8)
- Швеція  (1)
- Швейцарія  (2)
- Китайський Тайбей  (5)
- Туніс  (1)
- Україна  (4)
- США  (11)
- Узбекистан  (1)

## Медалі

### Таблиця медалей
| Місце                | НОК                        | Золото | Срібло | Бронза | Загалом |
| -------------------- | -------------------------- | ------ | ------ | ------ | ------- |
| 1                    | Олімпійський комітет Росії | 1      | 2      | 0      | 3       |
| 2                    | Хорватія                   | 1      | 1      | 0      | 2       |
| 2                    | Чехія                      | 1      | 1      | 0      | 2       |
| 2                    | Швейцарія                  | 1      | 1      | 0      | 2       |
| 5                    | Німеччина                  | 1      | 0      | 0      | 1       |
| 6                    | Іспанія                    | 0      | 0      | 1      | 1       |
| 6                    | Австралія                  | 0      | 0      | 1      | 1       |
| 6                    | Бразилія                   | 0      | 0      | 1      | 1       |
| 6                    | Нова Зеландія              | 0      | 0      | 1      | 1       |
| 6                    | Україна                    | 0      | 0      | 1      | 1       |
| Загалом (10 збірних) | Загалом (10 збірних)       | 5      | 5      | 5      | 15      |

### Медалісти
| одиночний розряд (чоловіки) | Александр Зверєв (GER)                                                 | Карен Хачанов (ROC)                                          | Пабло Карреньо Буста (ESP)                    |  |  |  |
| парний розряд (чоловіки)    | Хорватія (CRO) Нікола Мектич Мате Павич                                | Хорватія (CRO) Марин Чилич Іван Додіг                        | Нова Зеландія (NZL) Маркус Деніел Майкл Вінус |  |  |  |
|                             |                                                                        |                                                              |                                               |  |  |  |
| одиночний розряд (жінки)    | Швейцарія (SUI) Белінда Бенчич                                         | Чехія (CZE) Маркета Вондроушова                              | Україна (UKR) Еліна Світоліна                 |  |  |  |
| парний розряд (жінки)       | Чехія (CZE) Барбора Крейчикова Катержина Сінякова                      | Швейцарія (SUI) Белінда Бенчич Вікторія Голубич              | Бразилія (BRA) Лаура Пігоссі Луїза Стефані    |  |  |  |
|                             |                                                                        |                                                              |                                               |  |  |  |
| змішаний парний розряд      | Олімпійський комітет Росії (ROC) Анастасія Павлюченкова Андрій Рубльов | Олімпійський комітет Росії (ROC) Олена Весніна Аслан Карацев | Австралія (AUS) Ешлі Барті Джон Пірс          |  |  |  |